# Le Monde extérieur
Ne doit pas être confondu avec Monde extérieur (court métrage).
Le Monde extérieur, sous-titré Outside 2, est un recueil de textes de Marguerite Duras paru le 16 novembre 1993 aux éditions P.O.L, sous la direction de Christiane Blot-Labarrère. Cet ouvrage fait suite à Outside publié en 1981.

## Éditions
- Le Monde extérieur, éditions P.O.L, 1993  (ISBN 2867443652).